# Hell of a Tester
„Hell of a Tester“ е третият албум на финландската рок група The Rasmus, издаден през 1998 година. Това е последният проект с барабаниста им Яне Хейсканен. Издаден е от Warner Music Finland.

## Песни
1. „Every Day“
2. „Dirty Moose“
3. „Swimming With The Kids“
4. „Man In The Street“
5. „Tonight Tonight“
6. „City Of The Dead“
7. „Liquid“
8. „Pa-Pa“
9. „Vibe“
10. „Help Me Sing“
11. „Tempo“